# 161 a.C.
Il 161 a.C. (CLXI a.C. in numeri romani) è un anno  del II secolo a.C.